# Місто (місцевість)
Історичний центр Бродів (також Старе або Нове місто) — історично, — перший район Бродів, де було засновано місто, яким воно тривалий час обмежувалося, і звідки розвивалося. Місто було повністю оточене земляним валом, а міські квартали були побудовані за правилом ренесансного ідеального міста.

## Локалізація

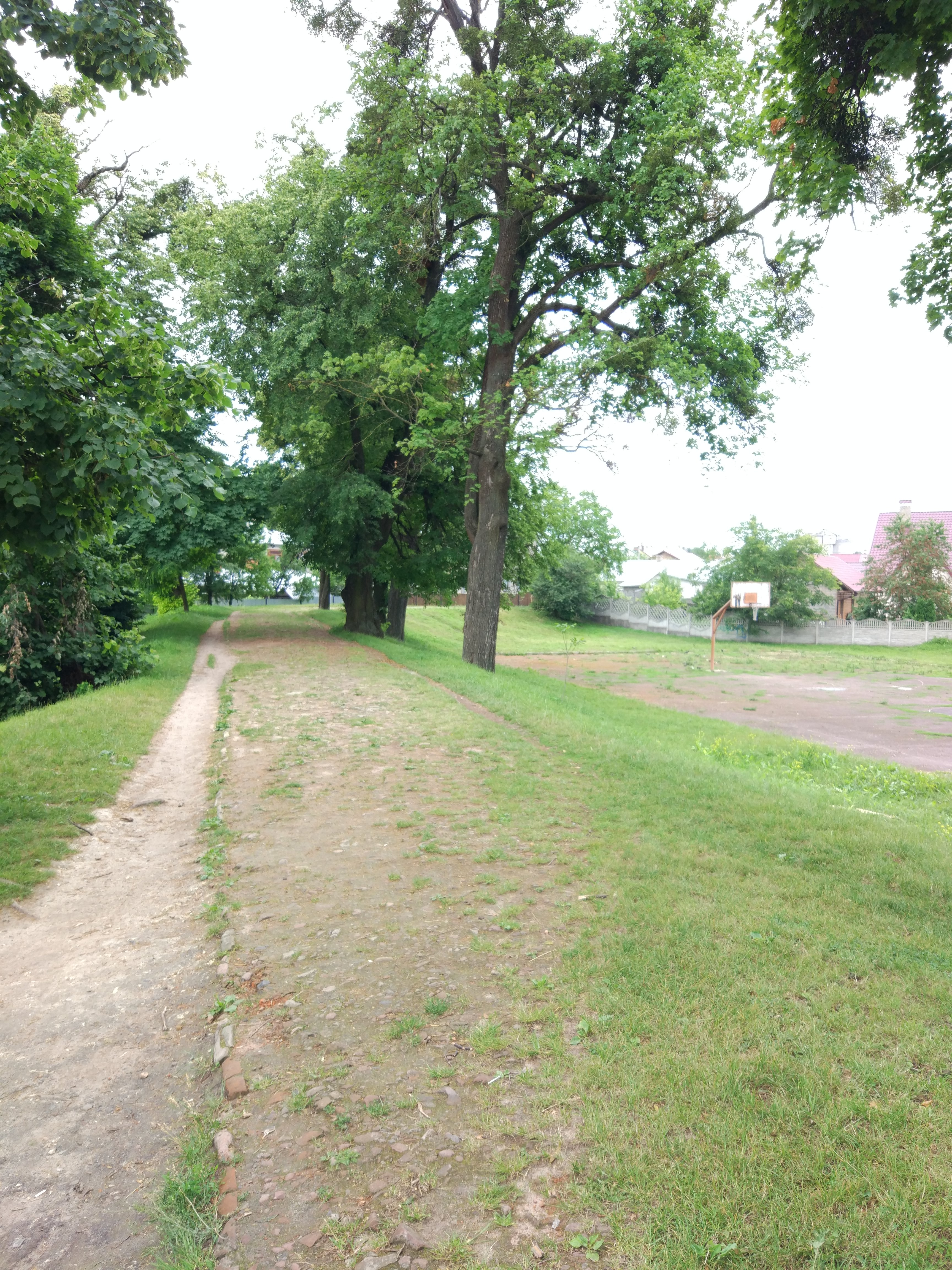
Бастіон міського валу на вул. Валовій

Міські квартали, які колись були оточені валами і ровом, складають так зване середмістя. Міські укріплення Бродів складалися з бастіонних фортифікацій композиційно пов'язаних з Бродівським замком. В оборонне кільце входило десять бастіонів, сполучених куртинами та можливо лінія передової оборони. Ескарпи земляного валу і бастіонів були облицьовані ламаним каменем та цеглою. Відстань між бастіонами сягала 150 метрів, а загальна довжина валу понад 4000 м. До міста провадили дві брами: Львівська з південного сходу (між 6 та 7 бастіонами) та Луцька з півночі (між 2 та 3). Львівська брама, як випливає з плану 1816 року, Загальна територія оборонної системи міста становила 85 га. У другій половині XVIII століття було розібрано більшу частину міських валів. На думку дослідника історії архітектури С. Кравцова, це було спричинено появою нових міських кварталів, у зв'язку з ростом юдейської громади.
Сьогодні в північно-східній частині Бродів добре збереглося близько 700 метрів міського валу (дві куртини та два бастіони) (вулиці Валова, Галицька, Юридика, М.Коцюбинського), ще близько 2800 метрів валу чітко читаються в нарисі ряду вулиць (вул. Руська, Сонячна, Млинська, Польна, Р. Шухевича, І. Франка, Дружби, Енергетична, Б. Хмельницького, І. Мазепи, Залізнична, Пекарська, Джерельна, Шевська, Гончарська).

## Історія формування

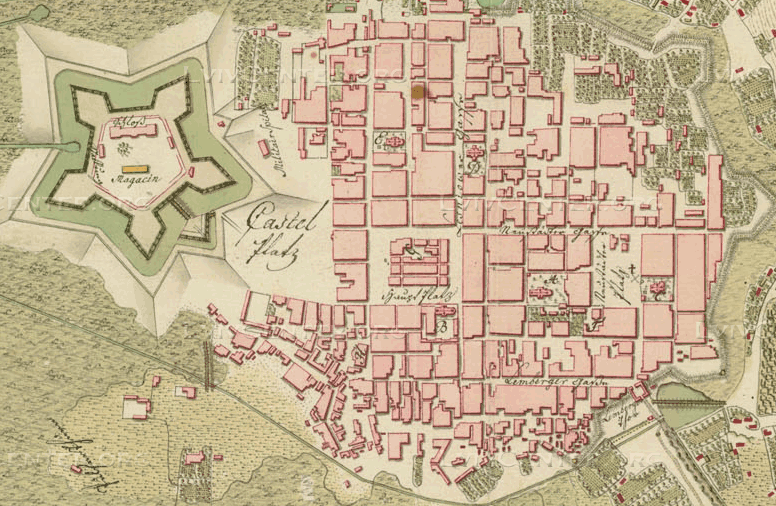
Карта Бродів з околицями кінця XVIII століття виконана лейтенантом Луї де Жанном

Воєвода Станіслав Жолкевський придбав село Броди у 1580 році і, отримавши від короля Стефана Баторія 1584 року магдебурзьке право та видавши локаційну грамоту 1586 року, заклав місто Любич, яке назвав на честь свого родинного герба. Вважається, що саме за Станіслава Жолкевського були закладені основи так званого «ідеального міста», яке вдалося розбудувати великому коронному гетьману Речі Посполитої Станіславу Конєцпольському — власником Бродів у 1629—1646 роках. Для фортифікації міста було запрошено відомого французького інженера Гійома Левассера де Боплана, котрий, втілюючи в життя ренесансний ідеал міста-зірки та врахувавши географічні особливості місцевості, перетворив Броди у місто-фортецю. П'ятикутний замок, збудований на західній околиці Бродів, був частиною загальної фортифікації міста. Забудова міських кварталів здійснювалась регулярно (вулиці перетиналися під прямими кутами) і була «вписана» в овал земляних бастіонних укріплень. Над втіленням проекту «ідеального міста» у 1630–1650 роках працювали італійські архітектори Андре дель Аква та Дзіяні Спінета.

## Старе і Нове місто
Топонімічно центр старого міста ділиться на Старе і Нове місто. «Старе» місто було розташоване при замку на Брідському «Острові» і переплановане у 30-х роках XVII століття шляхом побудови модульної сітки з кроком 225 хелмських ліктів. Межа між Старим і Новим містом знаходилася на схід від парафіяльного костелу. В центрі композиції Старого міста лежить Площа Ринок розмірами 225×275 ліктів. Бродівський ринок, як і ринкові площі інших середньовічних міст, мав посеред площі блок будівель. Тут були склади і торгові ряди. З 1640 року на площі починають будувати муровані кам'яниці. Проживали тут представники різних національностей: русини, поляки, шотландці, євреї, вірмени. В середині XIX століття на площі нараховувалося близько 200 мурованих купецьких будинків, частина яких була покрита мідною бляхою, а частина черепицею.

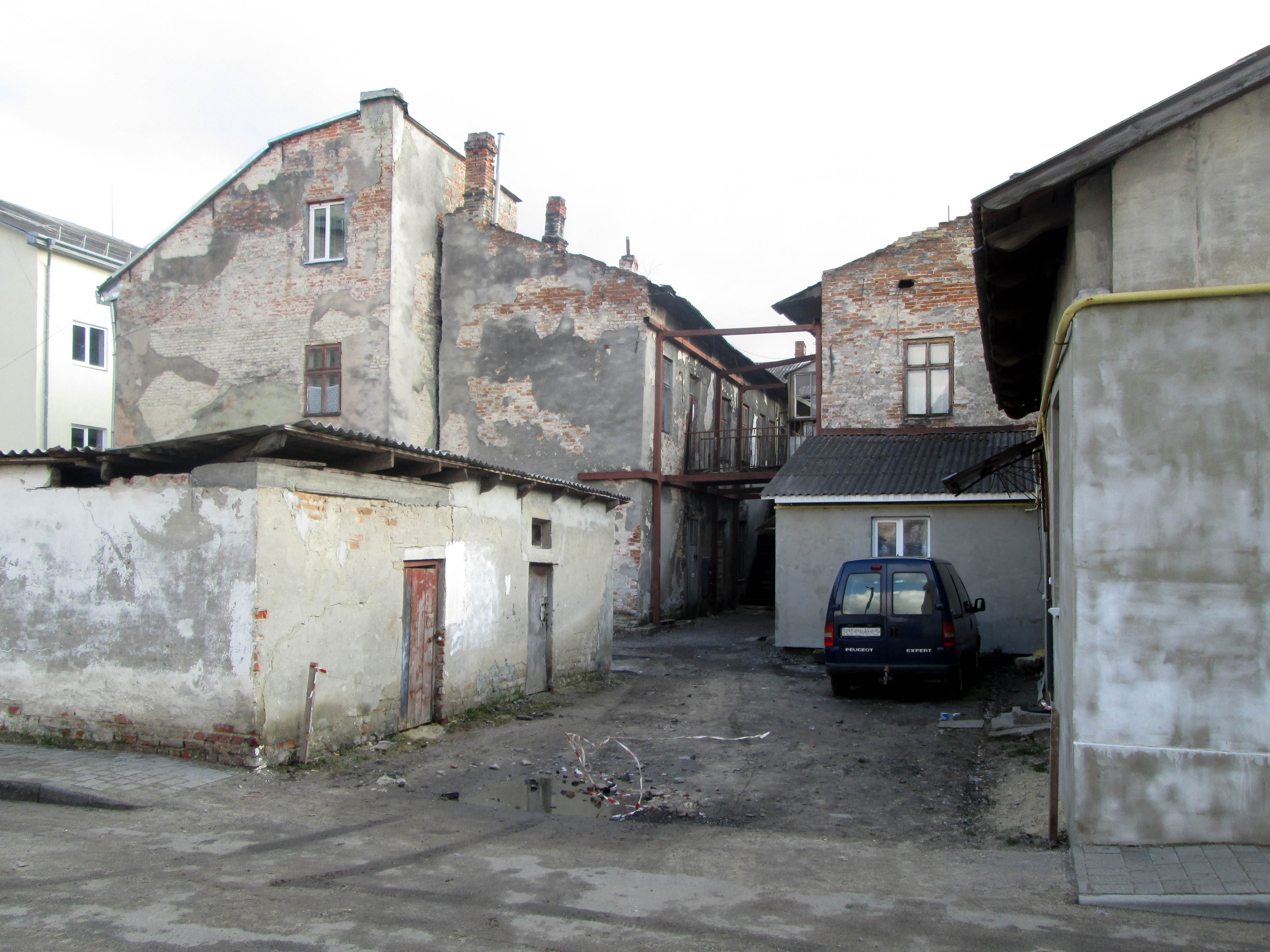
Внутрішній двір будинку на вулиці Єврейській

Представники різних релігійних конфесій проживали переважно біля своїх храмів довкола ринку. На півночі знаходилися церкви святого Юра та Різдва Пресвятої Богородиці. точний час їх побудови не відомий, однак є деякі дані, що це середина XVII століття. Тут проживала громада русинів.
Латинська парохія в Бродах була заснована ще 1594 року Миколою Жолкевським, який наділив її маєтком в Язлівчику. Парохіяльний костел Воздвиження Чесного Хреста, який знаходиться на схід від площі Ринок, збудували пізніше. Тут проживала польська громада Бродів.
На Площі Ринок був також кляштор отців Домініканців 1618 року. Кляштор проіснував до його закриття у 1784 році.
Південні квартали від площі Ринок заселяли переважно євреї. Єврейська громада міста у XVII—XIX століттях була одна з найбільших в Галичині. Так, наприклад у 1879 році  вона нараховувала 18516 євреїв. Центральними будівлями південної частини міста були Велика та мала синагоги. Синагога виконувала сторожові функції, так само, як і інші культові споруди середмістя. Єврейські квартали швидко розбудовувалися і на початку XIX століття переселилися за межі міських украплень, які на той час почали розбирати. У 1820 році брідським євреям належало 1108 будинків.
Під час другої світової війни єврейські квартали сильно потерпіли — більшість будинків було зруйновано. У повоєнний час їх частково або повністю перепланували. Західна від Площі Ринок частина називалась «парканом». Вулиці тут були орієнтовані на замкову браму. Заселяли цей район «парканці», тобто піддані власника міста, а згодом і інші міщани, які були за борги виселені з кращих ділянок міста.
Від замку на схід, через площу Ринок, проходила головна осьова лінія міста, яка поєднувала Старе і Нове місто. Обабіч від неї знаходилась головна вулиця середмістя — Золота. Здавна тут мешкали найзаможніші громадяни міста.
Нове місто. Так називали у XVII столітті незабудовані ділянки вздовж валу від Луцької до Львівської брами. У XIX столітті ця топоніміка була збережена: площа, розташована у східній частині передмістя називалася Новоміською. Квартали Нового міста були розташовані подібно до кварталів Старого міста, хоча з невеликою відмінністю.